# Xian de Pianguan
Le xian de Pianguan (偏关县 ; pinyin : Piānguān Xiàn) est un district administratif de la province du Shanxi en Chine. Il est placé sous la juridiction de la ville-préfecture de Xinzhou.

## Démographie
La population du district était de 106 783 habitants en 1999.